# Manitounuk Islands
Manitounuk Islands är öar i Kanada.   De ligger i territoriet Nunavut, i den östra delen av landet, 1 100 km norr om huvudstaden Ottawa.
Ögruppen består av Castle Island (25 km²),  Merry Island (24 km²) och ett antal mindre öar.  
Trakten runt Manitounuk Islands är nära nog obefolkad, med mindre än två invånare per kvadratkilometer.